# 陆水湖街道
陆水湖街道，是中华人民共和国湖北省咸寧市赤壁市下辖的一个乡镇级行政单位。

## 行政区划
陆水湖街道下辖以下地区：
泉门社区、锁石岭社区、水浒城村、双泉村、玄素洞村、青泉村、芳世湾村、东流港村和青枫岭村。